# Еліптичний тренажер

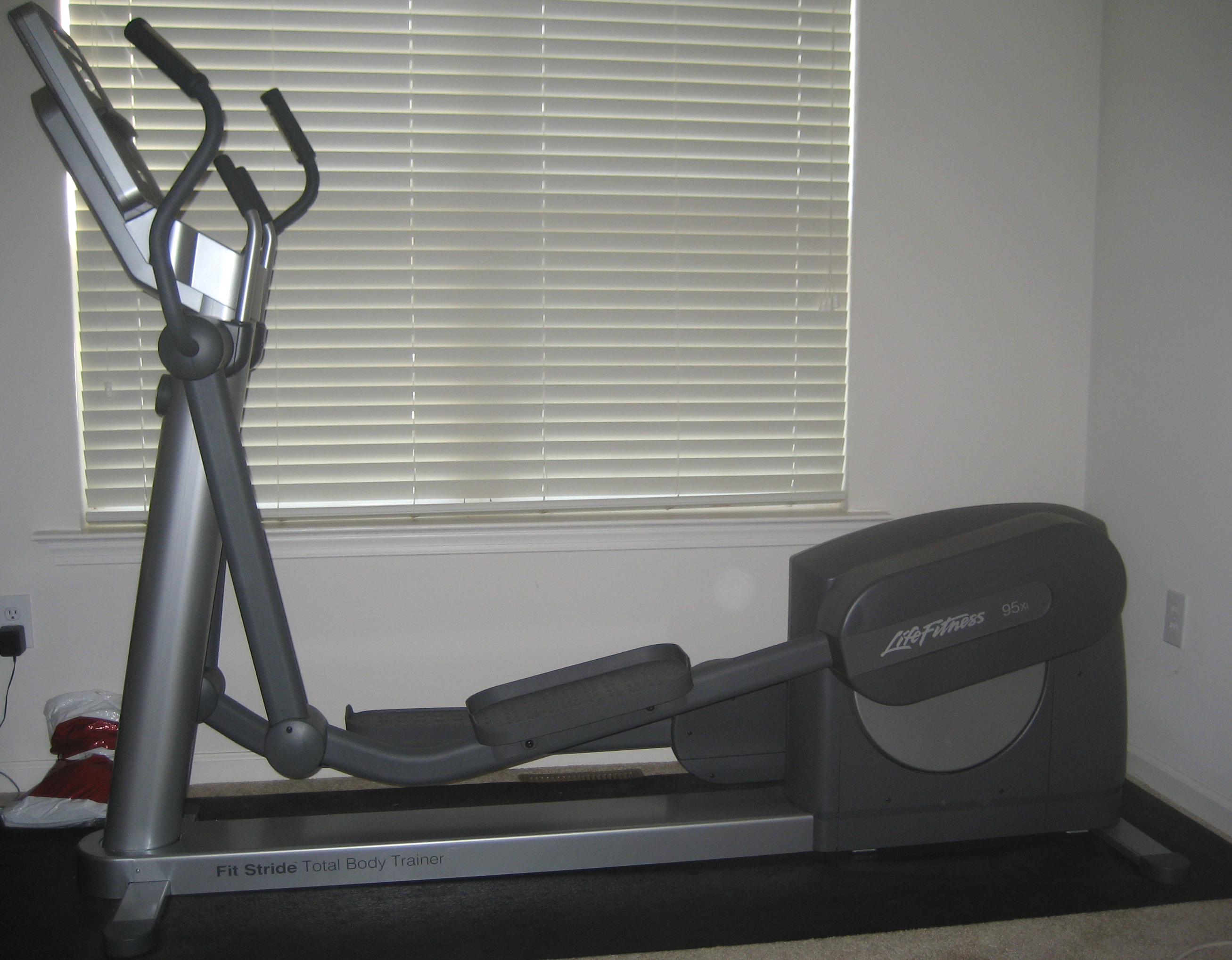
Професійний еліптичний тренажер (заднє розташування маховика)

Еліптичний тренажер (альтернативна назва - орбітрек) - спортивний тренажер. Рухи на ньому нагадують ходьбу на лижах. Дає навантаження на ноги, руки і спину, тренує серце. При цьому не дає ударного навантаження на суглоби, що важливо людям з проблемами суглобів та хребта. 
Основні характеристики: довжина кроку, відстань між педалями, вага маховика, розташування маховика (задній/передній), система навантаження (механічна, магнітна, електромагнітна). 
Довжина кроку повинна підбиратися залежно від зросту людини. 
Занадто велика відстань між педалями робить рух незручним і занадто навантажує колінні суглоби. 
Заднє розташування маховика (як правило, в дорожчих моделях) дозволяє скоротити відстань між педалями і трохи змінює траєкторію руху педалей. 
Механічна система навантаження - шумлива і призводить до зносу тренажера, зараз практично не застосовується. Магнітна система навантаження працює за рахунок постійних магнітів. Електромагнітна працює за рахунок електромагнітів і дозволяє найбільш точно регулювати рівень навантаження. Її основна особливість полягає у тому, що людина може сама встановити обрану програму тренування, яка буде змінювати рівні навантаження в залежності від програми. 
Еліптичний тренажер прийшов на зміну велотренажерам [Архівовано 8 січня 2022 у Wayback Machine.], при цьому він застосовує набагато більше м'язів у порівнянні з останнім. Взагалі орбітрек поєднує у собі три типи кардіотренажерів, це: велотренажер, степпер та бігова доріжка.  